# Nystalea aequipars
Nystalea aequipars är en fjärilsart som beskrevs av Walker 1858. Nystalea aequipars ingår i släktet Nystalea och familjen tandspinnare. Inga underarter finns listade i Catalogue of Life.